# Johannes Adorf
Johannes Adorf, eigentlich Johannes Permetter (* in Adorf/Vogtl.; † 6. Oktober 1505 in Ingolstadt), war ein deutscher katholischer Theologe.

## Werdegang
Adorf studierte in Leipzig. Auf Einladung des bayerischen Herzogs Ludwig des Reichen kam er an die Universität Ingolstadt, wo er 1473 der erste Promovend der Theologischen Fakultät und der Universität überhaupt war. Gleich nach Abschluss des Studiums wurde er daselbst Professor der Theologie und Dekan der Fakultät. Permetter war mit dem Humanisten Conrad Celtis befreundet. Das Dekanat bekleidete Adorf einunddreißigmal, das Rektorat zehnmal. Daneben war er Pfarrer an der Marienkirche. Im Chor der Kirche wurde er auch beigesetzt.
In seinem Testament stiftete Adorf vier Stipendien für Theologiestudenten, die noch bis ins 18. Jahrhundert vergeben wurden.